# Confraternita del Santo Rosario

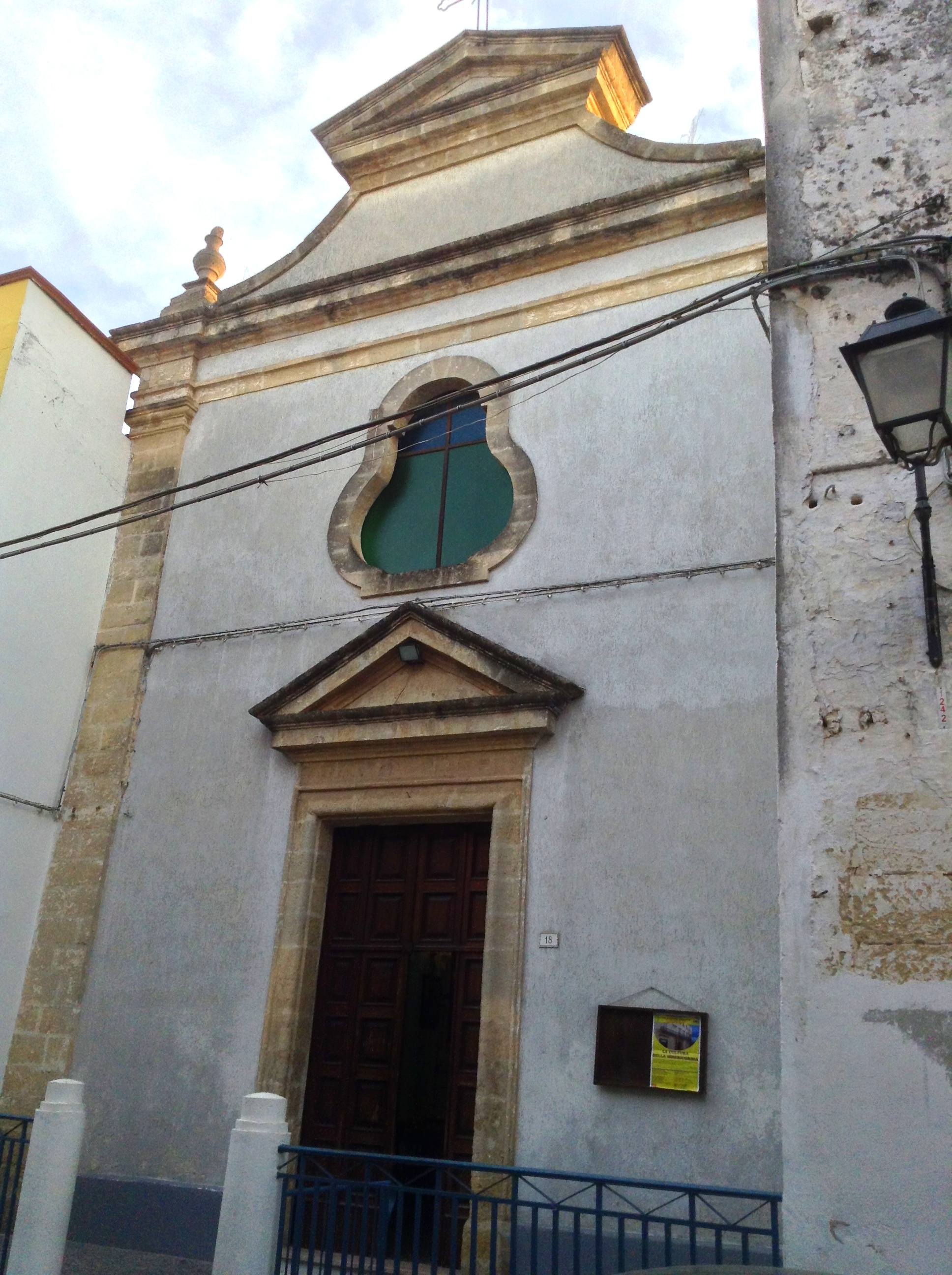
Chiesa dell'Addolorata sede della Confraternita del Santo Rosario a San Marzano di San Giuseppe

La Confraternita del Santo Rosario è un'associazione di fedeli della Chiesa cattolica, uniti nello scopo della recita di quell'insieme di preghiere detto appunto Rosario.
Il Cardinale Alessandro Nanni Malatesta, legato pontificio e Vescovo di Forlì, fu il primo ad approvare, a nome del Pontefice, una Confraternita del Rosario nel 1476 a cui lui stesso si iscrisse. Per questo motivo il Cardinale è spesso associato a Papa Sisto IV nell'opera di diffusione del movimento del Rosario. Un esempio lo si trova nella tela di Pier Paolo Menzocchi raffigurante la Madonna del Rosario (1593): tra i personaggi compaiono infatti: San Domenico, Santa Caterina da Siena, Sisto IV e il Cardinal Nanni.
Il Borgo di Lierna sul lago di Como fu sede della confraternita e del culto del rosario.

## Collegamenti
- San Marzano di San Giuseppe
- Oratorio del Santo Crocifisso (Lierna)